# 1804 en France
Chronologie de la France
- 1800
- 1801
- 1802
- 1803
- 1804
- 1805
- 1806
- 1807
- 1808

Cette page concerne l'année 1804 du calendrier grégorien.

## Événements
- 1er janvier : indépendance d'Haïti[1].
- 15 janvier : Bonaparte nomme Joachim Murat gouverneur de Paris[2].
- 16 janvier : sept nouveaux conjurés débarquent à Biville, dont les généraux Pichegru et Lajolais, Jules de Polignac et le marquis de Rivière pour rejoindre la conspiration de Georges Cadoudal[1].
- 21 janvier : les mamelouks sont rattachés aux  chasseurs à cheval de la Garde consulaire[1].
- 22 janvier : une voiture rapide, tirée par des chevaux, le vélocifère, parti de Paris à 7 heures du matin, arrive à Rouen à 4 heures du soir[1].
- 28 janvier :
  - Pichegru et Moreau se rencontrent boulevard de la Madeleine, en présence de Cadoudal qui évoque l'assassinat de Bonaparte ; Moreau se montre hésitant[1].
  - un nommé Querelle (ou Quérel), jugé comme espion et condamné à mort, avoue que des bateaux débarquent régulièrement des hommes de Georges Cadoudal, à Biville, sur les côtes normandes ; le complot de Cadoudal est découvert[1].

- 1er février : Réal est nommé à tête des services de police comme conseiller d’État chargé de l'instruction des affaires relatives à la sécurité intérieure[3].
- 2 février : la police arrête Gaston Troche, qui a participé aux débarquements de Biville, puis son père Michel, horloger à Eu, et sa sœur Rosalie[1].
- 8 février : six chouans sont arrêtés par la police rue du Bac[1]. L'un d'eux, Louis Picot, domestique de Georges Cadoudal, les pouces écrasés par la torture, reconnaît que Bouvet de Lozier et Pichegru sont en France. Il est guillotiné en place de Grève quelques heures plus tard[4].
- 9 février : arrestation de Bouvet de Lozier ; il tente de se pendre dans sa cellule le 13, puis révèle la participation de Moreau et de Pichegru au complot[4].
- 12 février : le duc d'Enghien écrit d'Ettenheim à Sir Charles Stuart, ambassadeur britannique, pour offrir ses services contre la France[5].
- 15 février : arrestation du général Moreau[6].
- 25 février : création de l’administration des droits réunis[1].
- 27 février : arrestation de Pichegru[6].

- 4 mars : arrestation de  Polignac et de Rivière[6].
- 9 mars : arrestation de Georges Cadoudal[6].

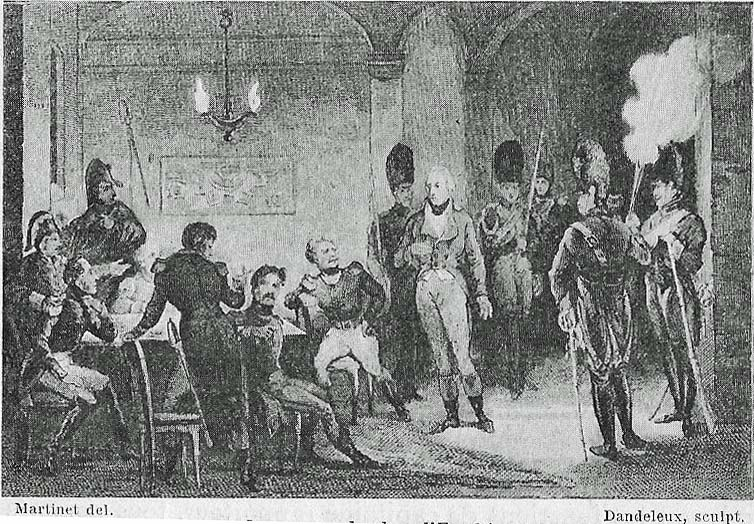
Le jugement du duc d'Enghien.

- 10 mars : affaire du duc d'Enghien. Bonaparte ordonne l'enlèvement du duc d'Enghien, accusé de complot. Il est enlevé en Bade le 15 mars, est jugé et exécuté à Vincennes le 21 mars[6].
- 13 mars (22 ventôse an XII) : établissement de 12 écoles de droit pour délivrer la licence en droit et la capacité en droit[7].
- 21 mars :
  - exécution du duc d'Enghien[6].
  - promulgation du Code civil français, rédigé par Tronchet, Maleville, Portalis et Bigot de Préameneu. Il définit la « qualité de Français », distincte de la citoyenneté française[8]. Son champ d’application est l’ensemble du territoire : il institue le mariage civil et le divorce. La famille est la base de la société. Le père de famille en est le chef : la femme est traitée en mineure et la gestion de ses biens est confiée à son mari, les enfants peuvent être jetés en prison en cas de désobéissance et sont soumis à l’autorité parentale en matière de mariage jusqu’à 25 ans[9]. La propriété individuelle est pleine et entière (article 544)[10]. Tout contrat à long terme ou de subordination est interdit. Le droit de tester est limité : le patrimoine doit être partagé en parts égales entre les enfants (pas de droit d’aînesse). Des règles fixes dans les contrats permettent le développement de l’économie de marché. L’infériorité du salarié face à l’employeur est consacrée[11].

- 6 avril : Pichegru est retrouvé étranglé dans la prison du Temple. L'enquête officielle conclut au suicide[6]. .

- 18 mai : le 28 floréal an XII, après diverses sollicitations savamment orchestrées, senatus-consulte proclamant Napoléon Bonaparte Empereur des Français (décisions ratifiées par plébiscite le 2 août avec 2 569 non pour 3,5 millions de oui). Début du Premier Empire (fin en 1814)[12].
- 19 mai : Napoléon Ier rétablit la dignité de maréchal de France et nomme les 18 premiers maréchaux d'Empire[13].
- 21 mai (1er prairial an XII) : ouverture du cimetière du Père-Lachaise[14].
- 25 mai (5 prairial an XII) : décret de Napoléon Ier ordonnant le transfert de la préfecture de Vendée de Fontenay-le-Comte à la ville nouvelle de La Roche-sur-Yon[15].
- 28 mai-10 juin : procès de la conjuration de Cadoudal ; Cadoudal et dix-neuf de ses complices sont condamnés à mort, Moreau à deux ans de prison, peine commuée le 24 juin par Napoléon en bannissement à perpétuité[16].

- 22 juin : les congrégations religieuses sont soumises à autorisation[17].
- 25 juin : Georges Cadoudal, avec onze autres royalistes, est guillotiné place de Grève à Paris[16].

- 10 juillet : retour de Fouché au ministère de la Police[3].
- 11 juillet : Talleyrand est nommé grand chambellan[18].

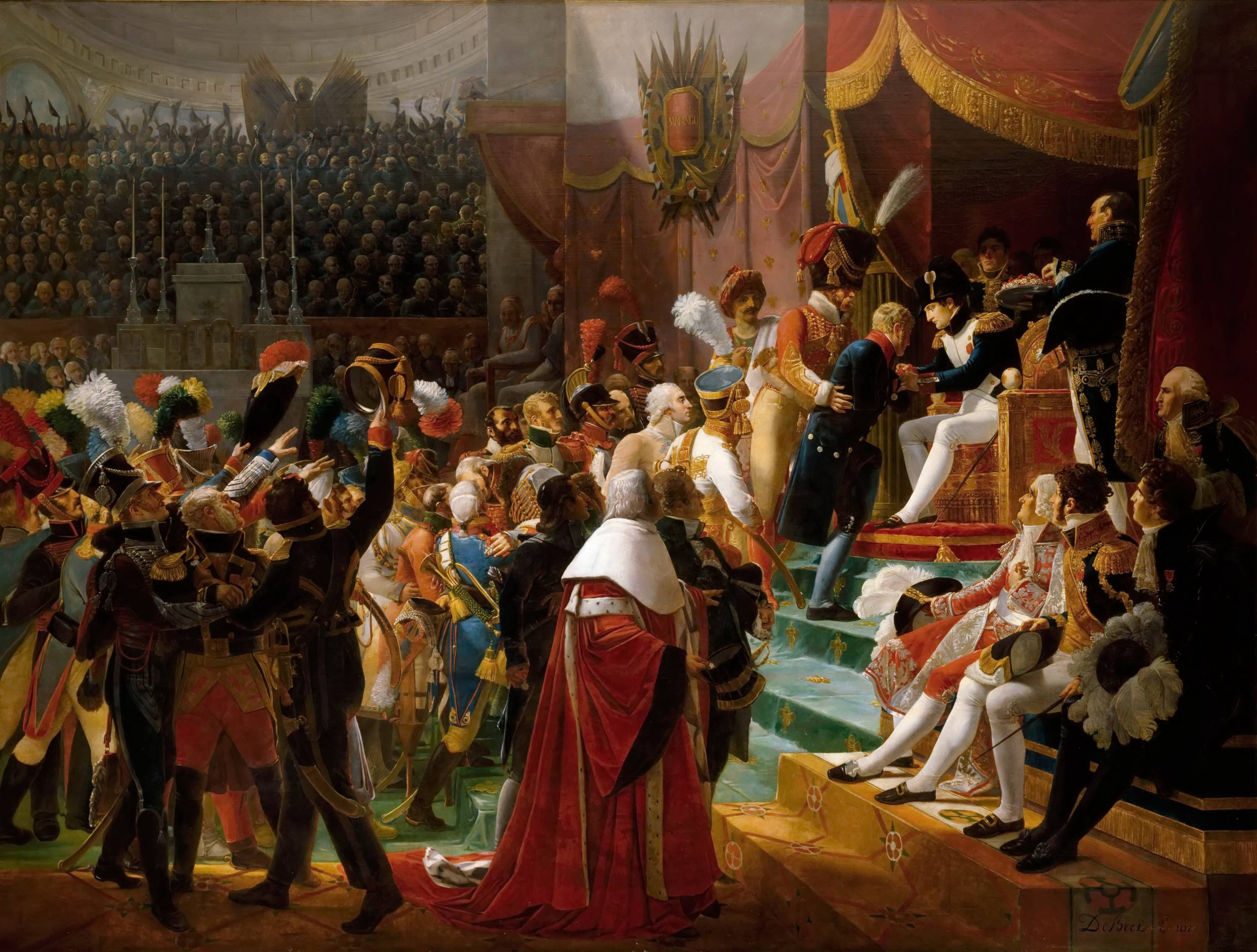
14 juillet : Première distribution des décorations de la Légion d'honneur, toile de Jean-Baptiste Debret

- 15 juillet : distribution des premières croix de la Légion d'honneur sous le Dôme des Invalides[19].
- 17 juillet : décret du 28 messidor an XII, qui fixe le budget de la Cour[18].

- 2 août : la flotte britannique attaque Le Havre de Grâce, qui est bombardé[20].

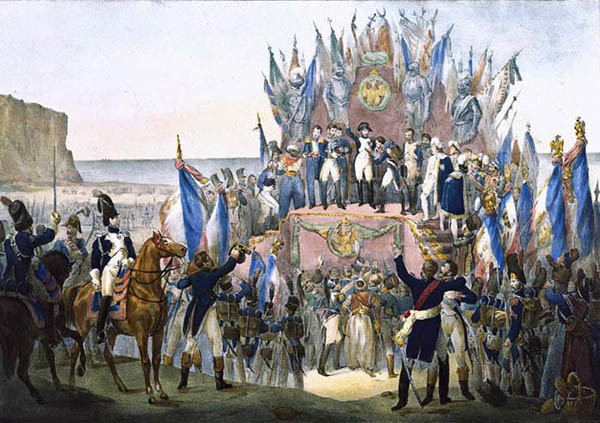
Distribution de la Légion d'honneur au camp de Boulogne, lithographie en couleur de Charles Motte (1829) sur un dessin original de Victor-Jean Adam.

- 16 août : distribution de la Légion d'honneur à l'armée, au camp de Boulogne[19].
- 25 août (7 Fructidor an XII) : 
  - création par un décret du Conseil général des ponts et chaussées[21].
  - la flotte britannique attaque Boulogne-sur-Mer[20].
- 7 septembre : Napoléon, à Aix-la-Chapelle assiste à un Te Deum en la cathédrale où on lui présente les restes de Charlemagne[19].
- 18 septembre : bataille navale de Vizagapatam[22].

- 1er - 2 octobre : attaque britannique contre le camp de Boulogne ; l'amiral Keith dirige contre la flottille française douze brûlots perfectionnés, des catamarans bourrés d'explosifs, mais l'entreprise échoue[20].

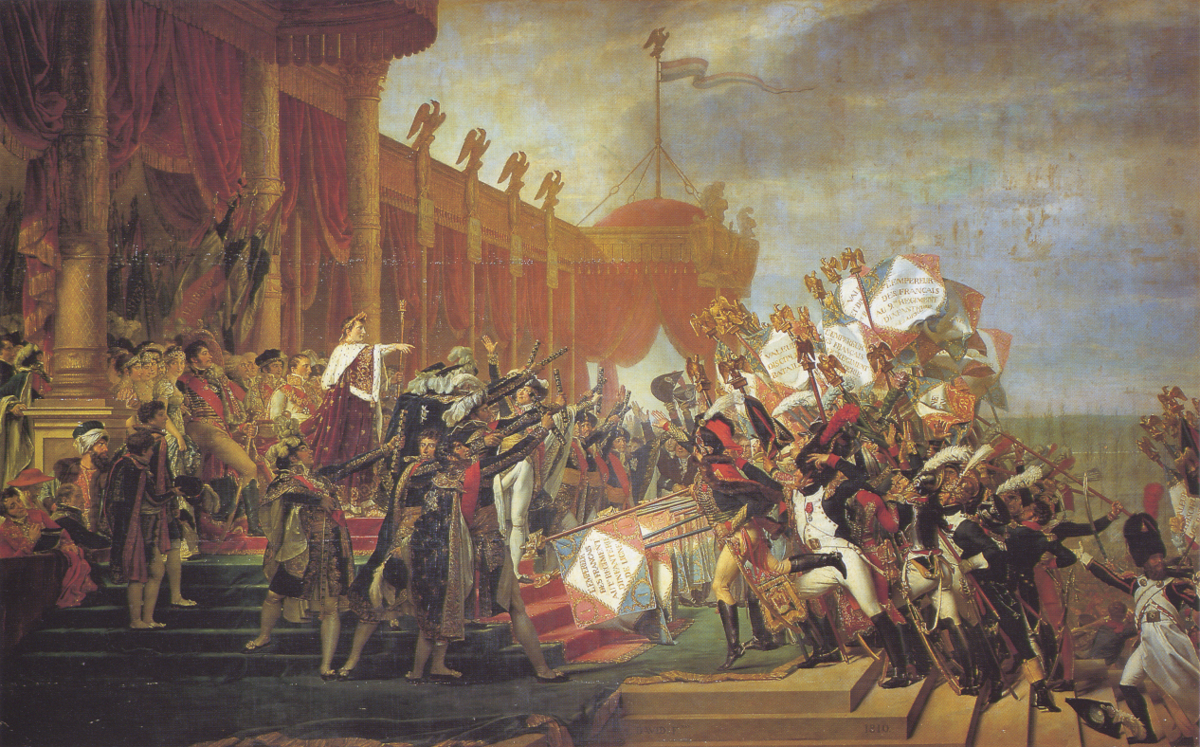
Le Serment de l'armée fait à l'Empereur après la distribution des Aigles au Champ-de-Mars le 5 décembre 1804, de Jacques-Louis David

- Nuit du 1er décembre au 2 décembre : mariage religieux de Napoléon et de Joséphine de Beauharnais, célébré par le cardinal Fesch[23].
- 2 décembre : sacre de Napoléon Ier à Notre-Dame par Pie VII[12].

## Naissances en 1804
- 9 janvier : Louis Jean Baptiste d’Aurelle de Paladines, militaire français, général de division († 17 décembre 1877).
- 26 janvier : Eugène Sue, écrivain français († 3 août 1857).

- 16 mars : Jules-Claude Ziegler, peintre de l'école française († 22 décembre 1856).

- 1er juillet : George Sand, écrivain française († 8 juin 1876).
- 22 juillet : Victor Schœlcher, homme d’État français, connu pour avoir poussé à l'abolition définitive de l'esclavage en France († 25 décembre 1893).

- 28 septembre : Jean-Baptiste Barré, sculpteur et peintre français († 24 avril 1877).

- 1er décembre : Laetitia Bonaparte, nièce de Napoléon Ier

## Décès en 1804
- 27 février : Auguste-Louis de Rossel de Cercy, aristocrate, officier de marine et peintre français (°22 juin 1736).

- 26 mars : Lazare Bruandet, peintre français (°3 juillet 1755).
- 30 mars : Victor-François de Broglie, duc de Broglie, Maréchal de France (° 19 octobre 1718).

- 9 avril : Jacques Necker, ministre de Louis XVI (°30 septembre 1732).

- 22 août : Raymond de Boisgelin, cardinal français (° 27 février 1732).

- 20 septembre : Pierre Méchain, astronome français  (°16 août 1744).

- 2 novembre : Armand-Gaston Camus, avocat, jurisconsulte et homme politique français  (° 2 avril 1740).